# 下館市
下館市（日语：／ Shimodate shi */?）是位于茨城縣西部的一市。2005年3月28日，與真壁郡關城町、明野町、協和町合併為筑西市。